# Lijst van voetbalinterlands Andorra - Saoedi-Arabië (vrouwen)
Deze lijst van voetbalinterlands is een overzicht van alle officiële voetbalinterlands tussen de nationale vrouwenteams van Andorra en Saoedi-Arabië. De landen hebben tot nu toe twee keer tegen elkaar gespeeld.

## Wedstrijden
| № | Plaats   | Datum        | Competitie        | Wedstrijd               | Uitslag |
| - | -------- | ------------ | ----------------- | ----------------------- | ------- |
| 1 | Peralada | 13 juni 2023 | Vriendschappelijk | Saoedi-Arabië − Andorra | 1 − 3   |
| 2 | Peralada | 17 juni 2023 | Vriendschappelijk | Saoedi-Arabië − Andorra | 0 − 3   |

## Samenvatting
| Competitie        | Totaal gespeeld | Winst Andorra | Gelijk | Winst Saoedi-Arabië | Doelsaldo Andorra – Saoedi-Arabië |
| ----------------- | --------------- | ------------- | ------ | ------------------- | --------------------------------- |
| Vriendschappelijk | 2               | 2             | 0      | 0                   | 6 − 1                             |
| Totaal            | 2               | 2             | 0      | 0                   | 6 − 1                             |

FAF · A-internationals · Andorrees mannenelftal
2014 – 2019 · 2020 – 2029
Faeröer ·
Georgië ·
Gibraltar ·
Griekenland ·
Israël ·
Letland ·
Liechtenstein ·
Litouwen ·
Luxemburg ·
Malta ·
Moldavië ·
Montenegro ·
Saoedi-Arabië ·
Tahiti